# Isidoro Aliaga
Fra Isidoro Aliaga Martínez (Saragossa, 1568 — València, 2 de gener de 1648). Dominic aragonés que fou bisbe d'Albarrasí, de Tortosa i arquebisbe de València.

## Biografia
Isidoro Aliaga neix l'any 1568 a Saragossa, fill de Pablo Aliaga, natural de L'Anglesola, i de Gracia Martínez, de Saragossa, posseïdors d'una tenda de tèxtils. El seu pare mor prematurament, i sa mare s'ocupa de tot fins que el prior del convent de predicadors de Saragossa, Jerónimo Xavierre, es fa càrrec de l'educació, tant d'ell com del seu germà major, Luis Aliaga.
Entra en el convent de Saragossa i professa el 4 de juny de 1586. Segueix en els estudis i ascendeix dins l'orde. Fou lector del convent de la Mare de Déu de la Consolació de Gotor, torna a Saragossa i poc després es trasllada al convent de Santa Maria sopra Minerva de Roma, on arriba a ser lector de teologia i regent d'estudis. En 1605, el capítol de l'orde dels Predicadors celebrat a Valladolid, li reconeix el grau de mestre en Sagrada Teologia.
Des de finals de 1606 Isidoro compta amb Jerónimo Xavierre, ara confessor del rei Felip III, per facilitar-li la seva promoció, i del seu germà major, Luis, confessor del duc de Lerma, Francisco de Sandoval, i des de 1608, confessor del rei per mort de Xavierre.
l'1 de febrer de 1608, en el capítol de la província d'Aragó celebrat a Barcelona és elegir provincial, i després d'assistir com a definidor al capítol general de l'orde celebrat a Roma, torna a Espanya. Molt poc després, el 21 de setembre, el rei el presenta com a bisbe d'Albarrassí, i el 10 d'octubre del mateix any, Pau V ratifica la designació. El 7 d'abril de 1611 el rei el presenta per a bisbe de Tortosa, és nomenat el 13 de juny i pren possessió el 25 d'agost, bisbat on no està ni un any, ja que el 29 de gener de 1612 el rei el promou per a arquebisbe de València, Pau V el nomena el 23 de març, pren possessió per procurador el 30 de maig i entra a València el 4 de novembre.
Intenta imposar des d'un primer moment l'ortodòxia a l'arxidiòcesi, oposant-se a la major part dels seus fidels al condemnar la devoció del pare Francesc Jerònim Simó, i comença una lluita contra el capítol metropolità, amb processos judicials oberts contra alguns membres, per no obeir al prelat. Aquestes actuacions provoquen l'animadversió del poble i en setembre de 1613 es trasllada a Madrid per obtenir l'ajut del seu germà, deixant a un nebot seu, Pedro Antonio Serra, com a vicari general. Es mantindrà a Madrid fins als inicis de 1615, en que torna a València quan ja els conflictes estaven més calmats. A finals de 1618 torna a visitar el seu germà i assisteix a la presa de possessió de Luis com a inquisidor general, el que reforça la influència familiar.
Els excessos en la devoció simonista i els atacs a l'autoritat pastoral de l'arquebisbe de gran part de la població de València, provoquen que el seu germà Luis, com a inquisidor general, publique el 3 de març de 1619 uns edictes de reforma del culte a mossèn Simó que sols serveixen per a incitar un tumult simonista, davant la passivitat de les principals autoritats civils. El rei actua pressionant al regne al compliment dels edictes i enviant a l'inquisidor Alonso de Salazar i Frías, per a encausar als promotors del motí, aconseguint tranquil·litzar la situació i fer recular els simonistes.
Tornat a l'arxidiòcesi, i abans d'entrar a la capital, esperant que el conflicte simonista minvés, realitza visita pastoral per l'arxidiòcesi, que dura des de maig de 1619 fins a l'estiu de l'any següent, recorrent els Serrans, el Camp de Morvedre, l'Horta, la Ribera, la Costera i La Marina.
Felip III mor en 1621 i el seu fill Felip IV aparta a Luis Aliaga del càrrec d'inquisidor general, i comencen els atacs a tots els familiars, entre ells el seu germà Isidoro. Aquest es trasllada a Madrid per intentar minimitzar els danys, on es manté sense aconseguir cap millora fins al juny de 1622, per a tornar a València i trobar-se una inspecció reial que li demana comptes per la seva passivitat front comportaments delictius d'alguns membres del clergat.
En les corts de Monsó de 1626 l'arquebisbe dona suport al projecte d'Unió d'armes proposat pel comte duc d'Olivares, oposant-se a l'opinió general de les corts però aconseguint el reconeixement de la cort. De llavors ençà la monarquia l'utilitzarà per resoldre situacions complicades al regne: com durant la crisi de 1640 que portà la Guerra dels Trenta Anys a Catalunya, en l'anomenada guerra dels Segadors, i l'arquebisbe aconsegueix del braç militar la possibilitat d'utilitzar l'exèrcit valencià fora de les fronteres del regne. o com en les parcialitats entre els Anglesola i els Minvarte on intenta, durant els anys 1636-1637, establir una treva entre les parts. Per aquests i altres serveis el rei el vol nomenar virrei de València en 1645, però la seva avançada edat li serveix per a refusar el càrrec, la qual cosa no li impedeix ajudar a Eduardo Álvarez de Toledo, comte d'Orpesa, i nou virrei, assessorant-lo en els problemes de governabilitat de la ciutat de València, en la millor forma d'aconseguir donatius extraordinaris per a la monarquia i en la terrible pesta de 1647.
Per tal d'insistir i aprofundir en l'aplicació dels preceptes acordats en el Concili de Trento, Isidoro Aliaga, assegurada la seva posició en la mitra, el 16 de gener de 1631 signa l'edicte de convocatòria del sínode diocesà, publicat el 19 de gener, i inaugurat el 16 de febrer. Les sessions tingueren lloc al saló principal del palau episcopal, i duraren 8 dies, fins al 24 de febrer. Foren convocats els rectors de la diòcesi, els plebans d'Ontinyent i Oliva, el paborde de Xàbia, i els capítols de la Seu, de Xàtiva i Gandia. S'aprovaren 96 capítols, centrats en la correcta aplicació dels sagraments, la reforma del clergat, la delimitació i reducció de les festes de precepte, i el control de les manifestacions de la religiositat popular. En el mateix 1631 s'imprimeixen els capítols, on s'inclouen les Advertencias para los edificios y fábricas en los templos: y para diversas cosas de las que en ellos sirven al culto divino y a otros ministerios, tractat del mateix arquebisbe, on dibuixa un temple ideal amb els diferents espais i descriu les característiques i l'ús dels objectes utilitzats en el servei i ministeri de l'església.
Durant la seva prelatura realitza altres dues visites pastorals, sense anar-hi personalment, designant delegats. En la primera, de 1632 a 1636, són designats visitadors el vicari general Pedro Garcés i el bisbe de Petra, Vicente Claveria y Sanz; mentre la segona, realitzada pel bisbe de Maronea, Jacinto Minvarte, es realitza entre 1643 i 1646.
Mor el 2 de gener de 1648 a València, i fou soterrat en la capella de Sant Lluís Bertran de l'església del Convent de Sant Domènec.